# Parafia św. Małgorzaty Antiocheńskiej w Kłębowie
Parafia świętej Małgorzaty Antiocheńskiej w Kłębowie – parafia rzymskokatolicka znajdująca się w archidiecezji warmińskiej, w dekanacie Lidzbark Warmiński.